# روبرت أتكينز
روبرت كولمان أتكينز  (بالإنجليزية: Robert Atkins)- (17 أبريل 2003 - 17 أكتوبر 1930) طبيب أمريكي وأخصائي بأمراض القلب، اشتهر بحمية أتكينز، والنظام الغذائي الذي يتطلب مراقبة وثيقة من استهلاك الكربوهيدرات والبروتين والدهون.